# Zdeněk Měšťan (politik)

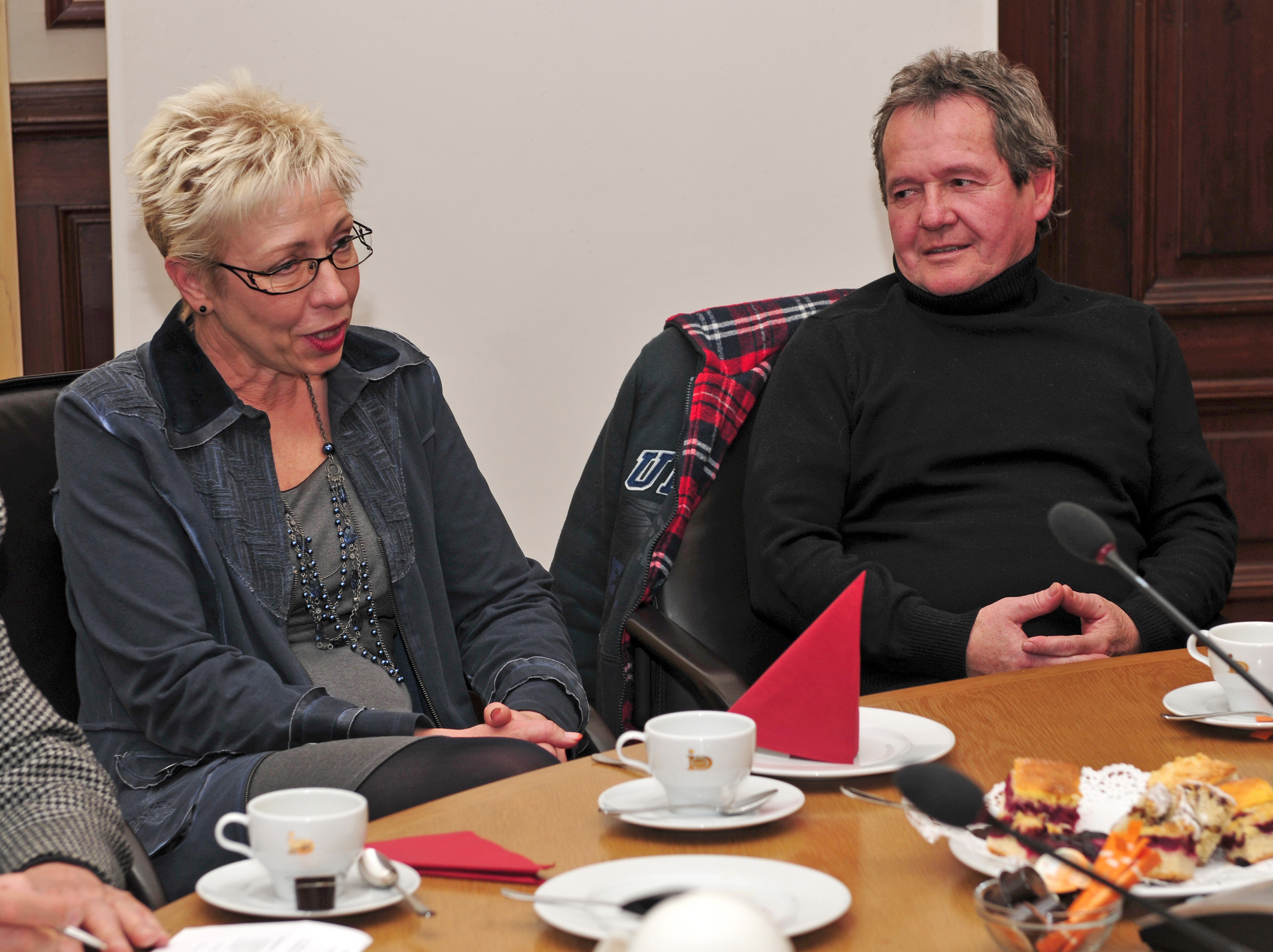
Sylvia Bretschneider, předsedkyně zemského sněmu v Meklenbursku-Pomořansku (Německo) a Zdeněk Měšťan 2013 ve Schwerinu

Zdeněk Měšťan (4. dubna 1950) je bývalý český sportovec a politik.
Jako dítě hrál malou roli v celovečerním filmu "Ve světě kolejí" z barrandovských filmových studií. Od roku 1972 do roku 1980 byl Měšťan aktivní jako fotbalista ve druhé československé lize pro Dynamo České Budějovice.
Měšťan studoval 1985-1989 politologii na Vysoké škole ekonomické v Praze a získal doktorát v roce 1989. Zdeněk Měšťan je členem Komunistické Strany Čech a Moravy (KSČM). Od roku 1998 do roku 2006 byl asistent viceprezidenta Výborů Poslanecké sněmovny Parlamentu České republiky Vojtěcha Filipa, současného předsedy KSČM.